# ألكسي كانغاس كولكا
ألكسي كانغاس كولكا (29 أكتوبر 1988 بفيبورغ في روسيا - ) هو لاعب كرة قدم فنلندي وروسي في مركز الهجوم. شارك مع منتخب فنلندا تحت 21 سنة لكرة القدم. أما مع النوادي، فقد لعب مع تامبيري يونايتد وميبا ونادي ماريهامن وهيراكليس ألميلو ونادي جونكوبينغ سودرا ‏.

## وصلات خارجية
- ألكسي كانغاس كولكا على موقع الاتحاد الأوربي (الإنجليزية)
- ألكسي كانغاس كولكا على موقع قاعدة بيانات كرة القدم.إي يو (الإنجليزية)
- ألكسي كانغاس كولكا على موقع Soccerbase.com (لاعب) (الإنجليزية)
- ألكسي كانغاس كولكا على موقع Soccerway.com (الإنجليزية)
- ألكسي كانغاس كولكا على موقع عالم كرة القدم.نت (الإنجليزية)